# Marcelo Tokman
Marcelo Tokman Ramos (né le 8 juin 1967) est un économiste chilien occupant la fonction de ministre de l'Énergie au sein du premier gouvernement de Michelle Bachelet (2006–2010),.